# Ihor Marczenko
Ihor Wasylowycz Marczenko, ukr. Ігор Васильович Марченко (ur. 5 lipca 1979 w Dnieprze) – ukraiński łyżwiarz figurowy, startujący w parach sportowych z Jewheniją Fiłonenko. Uczestnik igrzysk olimpijskich w Nagano (1998), dwukrotny medalista mistrzostw świata juniorów (1995, 1996) oraz mistrz Ukrainy (1998).

## Życiorys
W 1995 roku Fiłonenko i Marczenko zdobyli brązowy medal mistrzostw świata juniorów, a rok później srebro. Czterokrotnie uczestniczyli w mistrzostwach Europy. Ich najlepszym rezultatem na było szóste miejsce mistrzostw Europy 1998 w Mediolanie. 
W 1998 roku wzięli udział w igrzyskach olimpijskich 1998 w Nagano i zajęli 11. miejsce w zawodach par sportowych. Fiłonenko była najmłodszą uczestniczką zawodów olimpijskich w łyżwiarstwie figurowym w Nagano, podczas których miała niespełna 16 lat. W tym samym roku Fiłonenko i Marczenko wystąpili na mistrzostwach świata i uplasowali się na 12. miejscu.

## Osiągnięcia
Z Jewheniją Fiłonenko (Ukraina) 
| Zawody                | 93–94          | 94–95          | 95–96          | 96–97          | 97–98          | 98–99          |                |                |                |                |                |                |                |                |                |                |                |
| Międzynarodowe        | Międzynarodowe | Międzynarodowe | Międzynarodowe | Międzynarodowe | Międzynarodowe | Międzynarodowe | Międzynarodowe | Międzynarodowe | Międzynarodowe | Międzynarodowe | Międzynarodowe | Międzynarodowe | Międzynarodowe | Międzynarodowe | Międzynarodowe | Międzynarodowe | Międzynarodowe |
| --------------------- | -------------- | -------------- | -------------- | -------------- | -------------- | -------------- | -------------- | -------------- | -------------- | -------------- | -------------- | -------------- | -------------- | -------------- | -------------- | -------------- | -------------- |
| Igrzyska olimpijskie  |                |                |                |                | 11             |                |                |                |                |                |                |                |                |                |                |                |                |
| Mistrzostwa świata    |                |                |                |                | 12             |                |                |                |                |                |                |                |                |                |                |                |                |
| Mistrzostwa Europy    |                |                | 11             | 11             | 6              | 9              |                |                |                |                |                |                |                |                |                |                |                |
| Cup of Russia         |                |                |                | 8              |                |                |                |                |                |                |                |                |                |                |                |                |                |
| Nebelhorn Trophy      |                |                |                |                | 1              |                |                |                |                |                |                |                |                |                |                |                |                |
| Skate Israel          |                |                |                | 1              |                |                |                |                |                |                |                |                |                |                |                |                |                |
| Sparkassen Cup on Ice |                |                |                |                | 3              |                |                |                |                |                |                |                |                |                |                |                |                |
| Krajowe               |                |                |                |                |                |                |                |                |                |                |                |                |                |                |                |                |                |
| Mistrzostwa Ukrainy   | 4              |                | 4              | 2              | 1              |                |                |                |                |                |                |                |                |                |                |                |                |